# Psiquiatria
La psiquiatria és una branca de la medicina especialitzada en els trastorns mentals.
Els psiquiatres no solament diagnostiquen i tracten aquests trastorns sinó que també realitzen investigacions per a comprendre'ls i prevenir-los. Un psiquiatre és un llicenciat en medicina que, després de completar el MIR, fa la residència en psiquiatria. Molts psiquiatres també s'especialitzen en psicoanàlisi, psiquiatria infantil o altres subespecialitats.
Els psiquiatres tracten als pacients en consultes privades, en hospitals generals, o en centres especialitzats per a malalts mentals (hospitals psiquiàtrics, clíniques ambulatòries, o centres comunitaris de salut mental).
El camp de la psiquiatria és molt ampli en comparació amb altres especialitats mèdiques.
Els trastorns mentals poden afectar la majoria dels aspectes de la vida del pacient, com la seva activitat física, conducta, emocions, pensament, percepció, relacions interpersonals, sexualitat, treball i lleure. Aquests trastorns es produeixen per una combinació poc coneguda de determinants biològics, psicològics i socials. La tasca del psiquiatre consisteix a identificar les diferents fonts i manifestacions de la malaltia mental.

## Història de la psiquiatria
La medicina mental es va desenvolupar progressivament des de la darreria del segle xviii. Fins aleshores, els anomenats ignoscents, folls, aurats o dements eren només objecte de tutela en termes purament jurídics relacionats amb una tradició que ve del Dret Romà, i que fou objecte de debat a la Corona d'Aragó als segles xiv i xv. Francesc Eiximenis, el 1385 al seu Regiment de la Cosa Pública plantejava la necessitat de la presa en consideració dels bojos pels jurats de la Ciutat de València, i tant a Barcelona, el 1401, amb la fundació del Spital General de la Sancta Creu com a València amb la de l'Hospital dels Ignocents (promogut pel mercedari Joan Gilabert Jofré, i que es fusionaria més tard en l'Hospital General de València), acolliren bojos ininterrompudament fins a l'actualitat.
Des de finals del segle xvii i durant el segle xviii les autoritats jurídiques van començar a remetre els bojos sotmesos a la seva tutela a dictàmens mèdics destinats menys a proposar tractaments com a establir els límits entre la bogeria i la raó, arran de debats pericials i judicials sobre la simulació, i els problemes que això plantejava de seguretat jurídica, car la bogeria —el que a Espanya encara s'anomena als codis "enajenación mental"— era un eximent de la responsabilitat penal. Una colla d'estudis fets a Anglaterra (MacDonalds, Skultans), a França (Castel, Goldstein), a Mèxic (Sacristan), Estats Units (Rothman), a Espanya (Espinosa, Arrizabalaga, Huertas García Alejo, Carmona, Comelles i altres) i a altres països europeus han anat esbrinant la transició progressiva entre l'atenció tutelar a les institucions i el desenvolupament de l'anomenada ciència especial o alienisme. Aquesta, malgrat que practicada per metges, sempre va tenir, fins al primer terç del segle xx la característica d'un camp pràcticament independent de la medicina convencional. La raó fou la necessitat de l'Estat modern de resoldre els problemes que plantejaven —sempre de caràcter jurídic i d'ordre públic—, els bojos que la societat no podia gestionar per si mateixa en un context de trasbalsament —per mor de la revolució industrial i del capitalisme— del conjunt de la ciutadania. Calia establir criteris raonables de demarcació entre la bogeria i la raó —per protegir la societat del boig, i al boig de la societat.
A tots els països occidentals, amb ritmes i cronologies diferents van crear-se dispositius destinats a l'atenció dels bojos, fins aleshores basada en la contenció. És el que hom coneix com tractament moral, una utopia terapèutica basada en les idees sensualistes del segle xviii i que volia oferir als pacients internats un espai que per les seves característiques arquitectòniques el dugués a recobrar la raó. La deriva d'aquest dispositiu cap al custodialisme, és a dir el tancament pur i simple, va venir de dos factors: la condició utòpica del tractament moral, i les necessitats creixents de places derivades d'una demanda alimentada per les crisis socials derivades dels processos d'implantació capitalista: migracions massives camp/ciutat, crisis socials, pobresa, inadaptació a la nova societat, condicions de treball, canvis en la socialització de gènere, etc.
El model custodial va ser hegemònic a tot el món fins després de la Segona Guerra Mundial. A Catalunya va romandre fins a la Transició democràtica, i a Espanya la seva abrogació final la feu la Llei de Sanitat de 1986, malgrat que encara passarien dues dècades perquè el desplegament de les legislacions autonòmiques i la transferència de les competències plenes a les autonomies de l'article 143 permetessin traspassar la gestió des de la Beneficència provincial als sistemes autonòmics de salut.
Durant la segona meitat del segle els psiquiatres van abandonar aquest tipus de tractament i, amb això, el reconeixement tàcit de què la malaltia mental està produïda per influències tant psicològiques com socials. Durant un temps la seva atenció es va centrar, gairebé de forma exclusiva, en els factors biològics. Era freqüent l'ús de medicaments i altres formes de tractament somàtic (físic).
El psiquiatre alemany Emil Kraepelin va identificar i va classificar els trastorns mentals en un sistema que va suposar l'inici del diagnòstic modern. Una altra figura important va ser el psiquiatre suís Eugen Bleuler, que va encunyar el terme 'esquizofrènia' i va descriure les seves característiques.
El descobriment de l'origen inconscient de la conducta, una aportació de la teoria psicoanalítica de Sigmund Freud a principis del segle xx, va enriquir els coneixements de la psiquiatria i va canviar l'enfocament d'aquesta. L'atenció es va dirigir cap als processos de l'interior de la ment individual, i la psicoanàlisi fou el punt de partida del desenvolupament de les psicoteràpies modernes, i el desllorigador de debats teòrics encara no closos avui. Si la seva significació en la terapèutica és avui discutida, l'impacte de la psicoanàlisi ha desbordat el camp estricte de la psiquiatria i ha influït en el conjunt de les Ciències Socials i Humanes.
En les dècades de 1940 i 1950 les teories van tornar a canviar, aquesta vegada cap a l'ambient social i físic. Molts psiquiatres menyspreaven les influències biològiques, però altres estudiaven aquelles que podien estar implicades en les malalties mentals i utilitzaven tractaments físics com l'electroxoc i la psicocirurgia.
Cap a la meitat de la dècada de 1950 es van produir canvis molt importants en el tractament dels pacients afectats per una malaltia mental amb la introducció dels primers fàrmacs eficaços en el tractament dels símptomes psicòtics. Juntament amb aquests nous medicaments, van aparèixer noves tendències més liberals i humanitàries i noves estratègies de tractament en els hospitals psiquiàtrics. Cada vegada es tractava a més pacients sense separar-los del seu ambient social.
El suport a la investigació en salut mental va contribuir a nous descobriments importants, en especial sobre el coneixement dels determinants bioquímics i genètics de la malaltia mental i sobre el funcionament del cervell.
Així, des del 1980, la psiquiatria ha centrat el seu interès en els factors biològics, relativitzant la importància de les influències psicosocials en la salut i malalties mentals.

## Psiquiatres famosos
- Sleim Ammar
- Gérard Mendel
- Maria Montessori